# Myxus elongatus
Myxus elongatus és una espècie de peix de la família dels mugílids i de l'ordre dels mugiliformes.

## Morfologia
- Els mascles poden assolir 40 cm de longitud total.[4][5]

## Reproducció
És ovípar i els ous pelàgics.

## Alimentació
Menja crustacis petits, mol·luscs i algues microscòpiques.

## Hàbitat
És un peix de clima temperat i associat als esculls de corall que viu entre 1-10 m de fondària.

## Distribució geogràfica
Es troba a Austràlia, incloent-hi l'Illa de Lord Howe i l'Illa Norfolk.

## Ús comercial
Es comercialitza fresc o en filets.

## Observacions
És inofensiu per als humans.